# Universitatea din Iordania

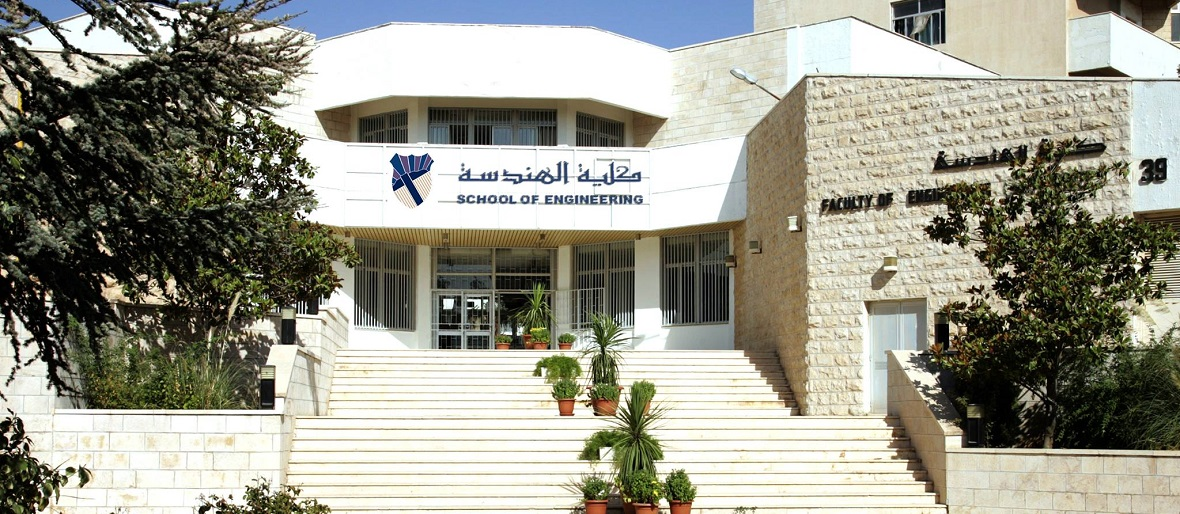
Clădirea Școlii de Inginerie - Universitatea din Iordania

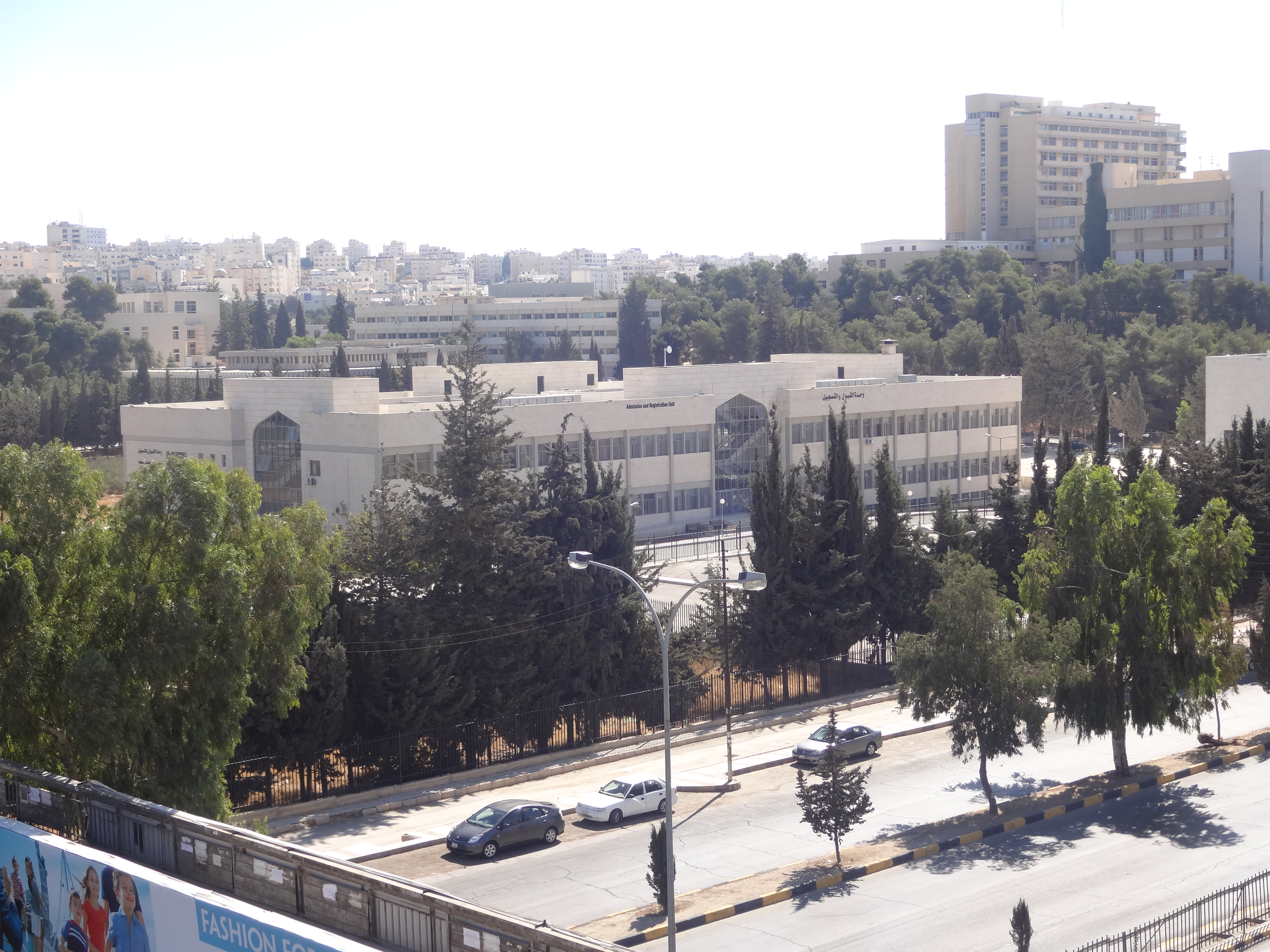
Departamentul admitere la universitate

Universitatea din Iordania (în arabă الجامعة الأردنية), adesea abreviat UJ, este o universitate publică situată în Amman, Iordania. Fondată în 1962 prin decret de înfiinţare, este cea mai mare și cea mai veche instituție de învățațământ superior din Iordania. Este situată în capitala Amman în zona Jubaiha a Districtului Universitar. Este formată din 20 de facultăți și peste 95 de departamente.